# Terebella bilineata
Terebella bilineata är en ringmaskart som beskrevs av Baird 1865. Terebella bilineata ingår i släktet Terebella och familjen Terebellidae. Inga underarter finns listade i Catalogue of Life.